# Col Nudo
Der Col Nudo ist ein 2472 m s.l.m. hoher Berg in den Südlichen Karnischen Alpen, die im dortigen Gebiet auch Friauler Dolomiten genannt werden. Der Col Nudo liegt auf der Grenze der Kommunen Alpago (Provinz Belluno, Venetien) und  Claut (Friaul-Julisch Venetien). Über den Gipfel führt daher auch die Grenze der Regionen Venetien und Friaul-Julisch Venetien.
Der Gipfel wird zumeist von Süden aus erstiegen. Ausgangspunkt solcher Bergwanderungen ist die Fraktion San Martino der Kommune Chies d’Alpago in einer Höhe von 866 Metern. Der Normalweg führt über die in einer Höhe von 1049 Metern gelegene Casera Stabali (Hütte) zum Gebirgspass Passo di Valbona (2130 Meter), wobei es sich um einen guten und markierten Pfad handelt. Von der Passhöhe führt eine Spur bis auf den Gipfel des Col Nudo. Alternative Aufstiegsmöglichkeiten bestehen von Erto, nördlich des Col Nudo über dem Tal des Vajont gelegen. Durch die enge Vajont-Schlucht und im Folgenden durch das Tal des Vajont-Zuflusses Frugna führt ein Weg über den Frugnasattel zur Schutzhütte Casera Gravuzza in 984 Metern Höhe. Alternativ kann die Schutzhütte auch von Cellino im Tal des Torrente Cellina aus erreicht werden. Von der Schutzhütte geht es steil bergauf zur Passhöhe Passo di Valbona.
Die Durchquerung des Col Nudo-Massivs zählt zu den anspruchsvollsten Etappen bei der Begehung des Dolomiten-Höhenweges Nummer 6. Die Höhenweg-Route führt auf dem von Erto aus führenden Weg bis zur Passhöhe Passo di Valbona. Der Höhenweg meidet den Gipfel, vielmehr führt die Route nach Süden zum Talort San Martino. Der Abschnitt Erto–San Martino wird zu den landschaftlich lohnendsten des gesamten Dolomiten-Höhenweges Nummer 6 gezählt.